# شاي ميرفي
شاي ميرفي (بالإنجليزية: Shay Murphy)‏ مواليد 15 أبريل 1985 في كاليفورنيا، هي لاعبة كرة سلة أمريكية. بدأت مسيرتها الاحترافية في سنة 2007. تم اختيارها من قبل فريق مينيسوتا لينكس خلال الدرافت. تلعب مع فريق فينيكس ميركوري في دوري الاتحاد الوطني لكرة السلة النسائية. فازت بلقب دوري المحترفات.

## المسيرة الاحترافية
لعبت مع مينيسوتا لينكس في سنة 2007، ثم لعبت مع ديترويت شوك في سنة 2008، ثم لعبت مع واشنطن ميستيكس في سنة 2008، ثم لعبت مع إنديانا فيفر في موسم 2009–2010، ثم لعبت مع شيكاغو سكاي من سنة 2010 إلى 2013، ثم لعبت مع روس كاسارس فالنسيا في موسم 2011–2012، ثم لعبت مع نادي غلطة سراي لكرة السلة للسيدات في موسم 2012–2013، ثم لعبت مع نادي أفينيدا لكرة السلة للسيدات في سنة 2013، ثم لعبت مع فينيكس ميركوري في سنة 2014.

## روابط خارجية
- شاي ميرفي على موقع الاتحاد الدولي لكرة السلة (الإنجليزية)
- شاي ميرفي على موقع الاتحاد الوطني لكرة السلة النسائية (الإنجليزية)
- شاي ميرفي على موقع كرة السلة الأوروبية.كوم (الإنجليزية)
- شاي ميرفي على موقع كلية كرة السلة في سبورتس رفرنس.كوم (الإنجليزية)
- شاي ميرفي على موقع بروبوليرز (الإنجليزية)
- شاي ميرفي على موقع سبورتس رفرنس (الإنجليزية)